# Georg Kestner (Archivar, 1774)

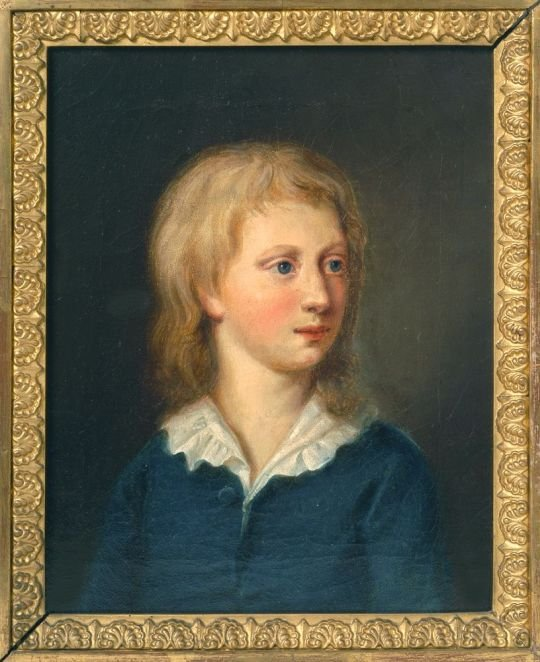
Georg Kestner als Kind;
Ölgemälde, Historisches Museum Hannover

Georg Kestner (geboren 1. Mai 1774 in Hannover; gestorben 25. Oktober 1867 ebenda) war ein deutscher Archivar, Bankier und Sammler von Kunstwerken und Autographen.

## Leben

### Familie
Georg Kestner war der älteste Sohn des Juristen und Archivars Johann Christian Kestner und von dessen Ehefrau Charlotte Buff sowie der Bruder des Diplomaten und Kunstsammlers August Kestner. Er war das Patenkind von Johann Wolfgang von Goethe. Georg Kestner heiratete 1802 die Oberamtmannstochter Henriette Partz (1784–1867), mit der er vier Kinder hatte: Wilhelmine (1803–1855), seit 1822 Ehefrau des Architekten Georg Ludwig Friedrich Laves, Georg Wilhelm Eduard Kestner (1805–1892), der sein Nachfolger als Archivar in Hannover wurde, Georg Wilhelm Carl Theodor Kestner (1806–1831), Auditor bei der Justizkanzlei in Hannover, und Hermann Kestner (1810–1890).

### Werdegang
Geboren noch zur Zeit des Kurfürstentums Hannover in einer der hübschen Familien Hannovers, wurde er zunächst in Nachfolge seines Vaters Archivrat in Hannover. Georg Kestner gründete während der sogenannten „Franzosenzeit“ in Hannover ein Bankgeschäft, das er, zeitweilig gemeinsam mit seinem Sohn Hermann, zu einem erfolgreichen Unternehmen ausbauen konnte. Durch den so erworbenen Reichtum konnte Kestner eine rund 500 Objekte umfassende Gemälde- und Grafiksammlung aufbauen, die mehrheitlich Porträts historischer Persönlichkeiten umfasste.
Ebenfalls gemeinsam mit seinem Sohn Hermann zählte Georg Kestner 1842 zu den Gründungsmitgliedern des Hannoverschen Künstlervereins.
Nach dem Tod Georg Kestners, der auf dem Engesohder Friedhof bestattet wurde, wurde die Sammlung des Bankiers auf seine vier Kinder aufgeteilt. Der Anteil des Sohnes Hermann Kestner, zuzüglich dessen eigener Kunstsammlung sowie einer Stiftung von 100.000 Mark, ging später als Grundbestand mit der bedeutenderen Sammlung seines Bruders August in die Sammlung des Kestner-Museums ein. Die Autographensammlung ging an den Sohn Georg und gelangte nach dessen Tod 1892 testamentarisch an die Universitätsbibliothek Leipzig.